# Andreea Antonescu
Andreea Georgiana Antonescu (n. 7 septembrie 1982, Galați, România) este o cântăreață și textieră din România care și-a început activitatea în domeniul muzical de la vârsta de șase ani, participând la concursuri și festivaluri de muzică și câștigând premii. La 12 ani a lansat primul ei album, „Din vina ta”, cu 10 piese scrise de Adrian Ordean. Deși a avut câteva încercări de afirmare la nivel național, succesul și adorația publicului au venit împreună cu lansarea trupei André, alături de Andreea Bălan.  
După destrămarea formației André (formație), Andreea Antonescu a continuat cu o carieră solo, a lansat 3 albume și multe single-uri care au devenit hituri.  
Anul 2019 a adus-o pe artistă în atenția publicului. Până la începutul lunii Iunie, Andreea a fost implicată în proiectul DISKOteka, cel mai mare festival european de muzică retro, din organizarea căruia a făcut parte și a cărui imagine a fost. Imediat a urmat anunțul că trupa André se reunește, știre care a uimit și încântat întreaga țară. Luna septembrie a adus alte surprize fanilor și după o pauză de doi ani, Andreea a lansat single-ul „Iubirea Pe Acte” care a venit cu un alt anunț de interes public, divorțul cântăreței.

## Viața și cariera

### Copilăria
Andreea s-a născut în Galați pe 7 septembrie 1982 într-o familie modestă cu un tată inginer și o mamă învățătoare. În emisiunea Vorbește Lumea din 29 mai, 2020, Andreea a afirmat că îi plăcea matematica (în loc de literatură) când  avea 9 ani (vârsta Sienei - fiica ei).

### 1998–2001: ANDRÉ (trupa fenomen)
La sfârșitul anului, Andreea Bălan o cunoaște pe Andreea Antonescu la emisiunea pentru copii Ba da, Ba nu, luând astfel naștere proiectul Andrè, cu toate că Alexandru Antonescu, a fost reticent la început. Proiectul Andrè s-a dovedit a fi un succes național, având ocazional succes și în afara granițelor românești, target-ul lor de audiența fiind adolescenții. Compozițiile de pe albumul de debut, La întâlnire, au fost realizate în majoritate de Săndel Bălan, fiind inclusă și piesa "Un univers mai liniștit", redenumită aici "Iluzii", interpretată anterior de Andreea Bălan în cadrul concursului Eurovision. Acesta a fost lansat în luna mai a anului 1999 și s-a dovedit a fi un succes comercial, vânzându-se în peste 50.000 de exemplare până în luna septembrie a aceluiași an. Grupul s-a bucurat de o mare popularitate datorită stilului muzical simplu și melodiile ritmate. Pentru a promova albumul, au interpretat "La întâlnire", "Să ne distrăm" și "Nu mă uita" în cadrul unor emisiuni televizate, însă niciuna din piesele respective nu a beneficiat de un videoclip. Prima piesă s-a bucurat de popularitate la posturile de radio, în ciuda lipsei de sprijin din partea acestora acordată muzicienilor români de obicei.

Andrè în videoclipul pentru piesa "Lasă-mă papa la mare". Grupul a fost intens criticat pentru stilul vestimentar adoptat, alcătuit din fuste mini și decolteuri generoase, găsindu-și popularitate între adolescentele României totuși, fiind lansată și o linie vestimentară inspirată de hainele purtate de cele două membre. La momentul realizării videoclipului, Bălan era încă minoră, având 16 ani.

În vara anului 1999 apare piesa "Liberă la mare", un cântec semnătură al grupului. Piesa a fost interpretată cu mai multe ocazii, inclusiv la Festivalul de la Mamaia, unde a câștigat locul 1 la secțiunea "Șlagăre", devenind astfel cele mai tinere soliste care au câștigat trofeul. La sfârșitul aceluiași an, apare albumul Noapte de vis, pe care este inclus hitul, fiind promovată piesa "Noapte de vis (Moșule, ce tânăr ești)", de această dată cu un videoclip. "Noapte de vis" a fost numită pe locul 16 în clasamentul "Top 20 după '90", o ierarhie organizată de Kiss FM și revista Click, bazată pe voturile publicului, iar în 2008, "Liberă la mare" a fost clasată pe locul 29 în topul realizat de televiziunea U intitulat „Top 100 melodii care au rupt România în două”.
De pe al treilea album, Prima iubire (2000) au fost promovate: "Prima iubire" și "Lasă-mă papa la mare", ambele hituri de top 20 în România. "Lasă-mă papa la mare" a fost numită pe locul 19 în clasamentul "Top 20 după '90", o ierarhie organizată de Kiss FM și revista Click, bazată pe voturile publicului. Următorul album, Am să-mi fac de cap (2000), a fost promovat de asemenea de două cântece: "Am să-mi fac de cap" și "Flori de tei", ambele beneficiind de câte un videoclip, ultimul fiind la vremea respectivă cel mai scump videoclip realizat vreodată în România, având un buget de 12.000 de dolari americani, fiind și primul filmat pe peliculă.
La începutul anului 2001 primesc din partea revistei Bravo distincția "Cea mai bună trupă pentru adolescenți" și sunt numite "prințesele muzicii dance", despărțindu-se însă la scurt timp din cauza neînțelegerilor cu Antonescu. Bălan își continuă cariera, formând un duo cu Alina Sorescu. Deși au avut o serie de apariții televizate, proiectul a eșuat înainte de lansarea unui album sau al unui videoclip, după numai șase luni. În același timp apare pe piață albumul greatest hits, Andrè - Best Of.
Formația se reunește după decesul tatălui Andreei Antonescu, ultima sa dorință fiind aceasta. Duo-ul lansează un album, O noapte și-o zi și un single cu același nume, promovat de un videoclip, însă se despart din nou, în special Bălan negând orice șansă de a exista o împăcare profesională între cele două, considerând posibil doar un duet. Succesul grupului este considerat ca fiind cel mai mare din istoria muzicii românești.
De-a lungul carierei alături de Antonescu, cele două au fost intens criticate pentru imaginea promovată și stilul vestimentar. Cele două au avut o influență foarte mare asupra tinerelor, lansând moda platformelor, denumite generic "șenile", a codițelor, a fustelor mini și a sânilor evidențiați cu sutiene push-up. Această modă a fost intens criticată din cauza faptului că adolescentele se simțeau influențate de imaginea lor. Grupul a fost de asemenea constant în atenția ziarelor de scandal, care publicau zvonuri conform cele două nu se înțelegeau, că doar partea financiară le leagă și că se bat în culise, lucruri dezmințite de cele două interprete, care susțin că certurile au apărut de fapt, chiar din cauza articolelor respective.

### 2002–prezent: Cariera solo
În anul 2002, Andreea Antonescu a scos pe piață albumul omonim, AndreEA, care include hit-ul „Prea Târziu”. A urmat apoi colaborarea cu italianul Fabrizio Faniello pentru single-ul „Când dansam/When we dance” care a fost nominalizat la Premiile MTV România la categoria „Best Pop” și albumul cu același nume din 2003. În anul 2005, Andreea a lansat materialul discografic intitulat „Metamorfoza” pe care se regăsește hit-ul „Îmi văd de viața mea” alături de Marijuana și Connect-R.
Anul 2010 vine cu reinventarea pe piața muzicală sub numele de Miss Ventura, titulatură sub care a lansat „Ready For Us”, „Can You Feel It” și „My Love”, în 2013 revenind în industrie ca Andreea Antonescu și lansând „Pune-o pe repeat!”.
De-a lungul timpului, Andreea Antonescu și-a mai încântat fanii cu single-uri ca „Amanta fidelă” și „Când vine noaptea” în 2017, dar și cu cea mai recentă lansare a artistei, „Iubirea pe Acte”.

### 2019–prezent: Revenirea ANDRÉ șiIubirea Pe Acte
În aprilie 2019, Andreea Antonescu și Andreea Bălan au decis să reunească trupa fenomen, după 17 ani de absență, și au ținut secretă această decizie aproximativ trei luni. Pe data de 2 iulie a fost făcut anunțul oficial și a fost lansat teaser-ul noului single, moment care a surprins întreg showbiz-ul românesc. Single-ul de revenire, „Reset la Inimă”, a fost lansat pe 9 iulie 2019 când a avut loc și evenimentul de lansare la care au participat de la cele mai importante nume din industrie până la fani înfocați.

## Discografie
| Albumele au fost lansate sub licența casei de discuri Cat Music - La întâlnire (1999) - Noapte de vis (1999) - Prima iubire (2000) - Am să-mi fac de cap (2000) - Andrè - Best Of (2001) - O noapte și-o zi (2001) | Albumele au fost lansate sub licența casei de discuri Roton. - AndreEA (2002) - Când dansam (2003) - Metamorfoza (2005) |